# 保障席位
保障席位是指對特定人士可保障獲得的選舉席位，其設置依據可大略分為地域、種族、性別等類別。

## 現存設置案例

### 比利時
在布魯塞爾首都大區議會89席次中，有17席為佛拉蒙人保留席位。

### 伊朗
伊朗伊斯蘭議會設有5席宗教少數派保留席位，其中亞美尼亞人2席（劃分為南北二個選區），亞述人、猶太人和瑣羅亞斯德教徒各一席。

### 紐西蘭
紐西蘭眾議院設有7席毛利人保障席位，由豪拉基-懷卡托、伊卡羅阿-拉維蒂、塔瑪基馬考勞、特泰豪烏魯、特泰托克勞、特泰東加、懷阿里基等七個選舉區各選出一席。

### 巴基斯坦
巴基斯坦國民議會設有10席宗教少數派保障席位，另有60席婦女保障席位，由得票率超過5%以上之政黨依比例代表制分配。

### 中華民國
中華民國立法院目前對於原住民設有山地原住民、平地原住民立法委員保障席位各3席。另外，得票率逾5%政黨依比例代表制於全國不分區及僑居國外國民選舉當選名單中，婦女須占半數以上。

## 對僑民的保障
- 阿爾及利亞將其382個議會席位中的8個保留給僑民，其中許多人居住在法國。
- 佛得角為僑民保留了三個海外席位。
- 哥倫比亞保留一個海外席位來代表所有僑民。
- 克羅地亞在議會中為僑民保留不超過六個席位。分配給僑民的席位數量取決於選舉的參與率。[1]
- 厄瓜多爾有六個議會僑民議員席位。
- 法國在參議院保留12個席位給僑民，在國民議會保留11個席位。
- 意大利在議會中為意大利僑民保留席位，8名眾議院議員和4名參議院議員代表海外選區。2018年時為12和6席位。
- 葡萄牙的共和國議會為僑民保留四個席位，2席為歐洲地區（含非歐洲的敘利亞、塔吉克、黎巴嫩、土庫曼、烏茲別克），2席為其他地區。
- 中華民國國會曾分別設有僑民保障席位，國民大會65席，立法院19席，監察院8席；後併入全國不分區及僑居國外國民選舉。

## 另見
- 肯定性行動